# Cleantis tubicola
Cleantis tubicola is een pissebed uit de familie Holognathidae. De wetenschappelijke naam van de soort is voor het eerst geldig gepubliceerd in 1885 door Thomson.